# Nicholas Brooks (Historiker)
Nicholas Peter Brooks (* 14. Januar 1941 in Virginia Water, Surrey; † 2. Februar 2014) war ein britischer Mittelalterhistoriker. Er galt als Autorität für das angelsächsische England.

## Leben
Nicholas Brooks wurde 1941 als Sohn von WDW Brooks, einem consultant physician am St Mary’s Hospital im Londoner Stadtteil Paddington, und dessen Frau Phyllis (geborene Juler) geboren. Er war das dritte von vier Kindern der Familie. Bereits in früher Jugend wurde, durch Ferienaufenthalte in dem Cottage der Familie in der Grafschaft Kent, sein Interesse an mittelalterlicher Geschichte geweckt. Besonders die mittelalterliche Geschichte der Grafschaft sollte ihn sein weiteres Leben nicht mehr loslassen und einen zentralen Punkt in seiner historischen Forschung sollte das angelsächsische Canterbury einnehmen.
Brooks besuchte das Winchester College und studierte Geschichte am Magdalen College der University of Oxford, wo er 1961 seinen Abschluss machte. Bereits 1964, als er noch mit seiner Doktorarbeit beschäftigt war, erhielt Brooks an der University of St Andrews seine erste akademische Anstellung und blieb bis 1985 an der Universität. Hier lernte er auch seine spätere Ehefrau, Chlöe Willis, kennen. Die beiden heirateten 1967. Aus der Ehe gingen ein Sohn und eine Tochter hervor. 1969 promovierte er bei Dorothy Whitelock zum DPhil über die Canterbury charters, eine umfangreiche, noch im Original erhaltene Sammlung mittelalterlicher Schenkungsurkunden an die Kirche von Canterbury. Aus selbiger Dissertation resultierte 1984 sein Buch The Early History of the Church of Canterbury. 
1978 wurde er Hauptherausgeber der Reihe Studies in the Early History of Britain (später Studies in Early Medieval Britain). Unter seiner Leitung wurden 30 Bände der Reihe herausgegeben. Bei mehreren war er direkt als Herausgeber bzw. Koherausgeber beteiligt: Latin and the Vernacular Languages in Early Medieval Britain (1982), St Oswald of Worcester (1996), sowie St Wulfstan and his World (2005). Diese Veröffentlichungen hatten einen wichtigen Einfluss auf das Verständnis des angelsächsische England in seiner Rolle innerhalb der britischen Inseln und in seinen Kontakten zu Kontinentaleuropa.
1985 wurde Brooks an die Birmingham University berufen, wo er als Professor für mittelalterliche Geschichte lehrte. 1989 wurde er zum Fellow der British Academy gewählt. 2004 erfolgte seine Emeritierung.
Brooks veröffentlichte neben seinen Büchern auch zahlreiche Paper. Von 1991 bis zu seinem Tod leitete er das Anglo-Saxon charters project der British Academy. Als Resultat einer 30-jährigen Forschungstätigkeit gab er 2013 zusammen mit Susan Kelly mit Charters of Christ Church Canterbury ein zweibändiges Gesamtwerk über die 185 Dokumente der Canterbury charters heraus.
Er starb im Februar 2014 an Bauchspeicheldrüsenkrebs.

## Veröffentlichungen (Auswahl)
- als Herausgeber: Latin and the Vernacular Languages in Early Medieval Britain. Leicester University Press, Leicester 1982, ISBN 0-7185-1209-X.
- The Early History of the Church of Canterbury. Christ Church from 597 to 1066. Leicester University Press, Leicester 1984, ISBN 0-7185-1182-4.
- als Herausgeber mit Catherine Cubitt: St Oswald of Worcester. Life and Influence (= Studies in the early History of Britain. The Makers of England. 2). Leicester University Press, Leicester u. a. 1996, ISBN 0-7185-0003-2.
- Anglo-Saxon Myths. State and Church. 400–1066. Hambledon Press, London u. a. 1998, ISBN 1-85285-154-6.
- als Herausgeber mit Julia S. Barrow: St Wulfstan and his World (= Studies in early medieval Britain. 4). Ashgate, Aldershot u. a. 2005, ISBN 0-7546-0802-6.
- als Herausgeber mit Susan E. Kelly: Charters of Christ Church Canterbury (= Anglo-Saxon Charters. 17–18). 2 Bände. Published for The British Academy by Oxford University Press, Oxford 2013, ISBN 978-0-19-726535-2 (Bd. 1), ISBN 978-0-19-726536-9 (Bd. 2).